# 亚历山大·邦当
亚历山大·邦当（法語：Alexandre Bontemps，法語發音：[alɛksɑ̃dʁ bɔ̃tɑ̃]；1626年6月9日—1701年1月17日），法国国王路易十四的首席侍从，深得路易十四的信任，是法国宫廷实际上的大管家。亚历山大·邦当为人低调，沉默寡言，对贵族王室恭敬有礼，对主人路易十四更是忠心耿耿。